# Gener Negre
El Gener Negre (àzeri: Qara Yanvar, rus: Чёрный январь) va tenir lloc el 20 de gener 1990 a Bakú (la capital de República Socialista Soviètica de l'Azerbaidjan, avui Azerbaidjan). Fou un enfrontament particularment violent entre les forces armades soviètiques i els àzeris.

## L'ús de la força
El 20 de gener, les tropes soviètiques i del Ministeri de l'Interior (total: 20.000 homes) van irrompre a Bakú. La lluita va ser particularment ferotge (xifra oficial: 137 morts i 700 ferits). La lluita va continuar durant tres dies. Moscou va declarar que el motiu d'aquest atac fou la "prevenció de la violència ètnica."

## Şəhidlər Xiyabanı (Calçada dels Màrtirs)
És un parc memorial amb vista panoràmica que s'estén des Mar Caspi a tota la ciutat. Està dedicat a les víctimes de l'aixecament reprimides per l'exèrcit soviètic el 20 de gener i a la Guerra de Nagorno-Karabakh just després de la independència.
Inclou un cementiri on les víctimes estan enterrades al llarg d'una paret de granit, a l'ombra de xiprers i pins nans, i sobre un turó amb vistes a la mar Càspia i a la ciutat.